# Alfred Bernhard Nobel
Alfred Bernhard Nobel (kiejtéseⓘ) (Stockholm, 1833. október 21. – Sanremo, 1896. december 10.)  svéd vegyész, feltaláló, a róla elnevezett díj megalapítója.

## Életútjának eleje, apja története
1833. október 21-én született, Stockholmban. A család eredetileg Angliából származott; nevük Nobilius volt. A 19. század elején költöztek Svédországba.

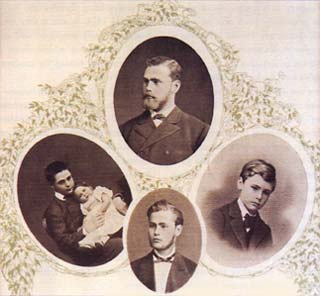
A Nobel testvérek (óramutató járása szerint) Robert, Alfred, Ludvig és Emil (a baba)

Alfred Nobel apja, Immanuel Nobel építész volt, aki számos építészeti remekművel gazdagította Svédországot és Norvégiát.
Figyelme később a robbanóanyagok felé fordult. Munkájához Svédországban nem kapott elegendő támogatást, ezért Szentpétervárra utazott, ahol jelentős segítséget kapott. Rövidesen Oroszország legismertebb mérnöke lett, ahol gépgyárat és kohót alapított.
Akkorra már felnőtt fiaival egyre behatóbban foglalkozott a robbanóanyagok kutatásával, és új torpedók konstruálásával. Később hazatért Svédországba. Kísérleteik a nitroglicerin alkalmazására irányultak.
Sorra alakultak a gyárak az új robbanóanyag előállítására, közülük azonban több felrobbant, így a sok tragikus eset miatt a nitroglicerin rettegett szerré vált.
Tömeges méretű gyártásra csak az általa 1866-ban kifejlesztett dinamit vált alkalmassá, amely már biztonságosan volt szállítható.

## A dinamit feltalálása
Nobel 1866-ban a németországi Hamburg melletti Krümmelben találta fel a dinamitot, és 1867-ben szabadalmaztatta.
Már 1847-től kísérletezett nitroglicerinnel. 1864-ben szabadalmaztatta eljárását a dinamit gyártására. Az eljárás lényege, hogy 10% nitroglicerint adott a lőporhoz, ezzel közel megkétszerezte annak hatásfokát. Megkezdődött a gyártás a svédországi Heleneborgban (Stockholm közelében). Az oldat a legkisebb ütésre is robbant, ezért több súlyos baleset is történt. 1864-ben a heleneborgi gyár laboratóriuma felrobbant. Öten meghaltak, köztük a legifjabb Nobel, a 21 éves Emil és Alfred régi barátja, Hertzmann, a gyár mérnöke.
A véletlenül kiömlött nitroglicerint az ott lévő kovaföld fölitta. Nobel rájött, hogy az így képződött anyag jól kezelhető, ütésre nem érzékeny, tehát biztonságosan szállítható, de gyutaccsal ugyanúgy robban, mint a nitroglicerin. Kísérletezni kezdett, és arra a megállapításra jutott, hogy 75% nitroglicerin, 0,5% szóda és 24,5% kovaföld keveréke kellően stabil, hogy az előállítás közbeni spontán robbanásokat elkerülje.
A dinamitot széleskörűen alkalmazzák az ipari robbantásokra, de katonai célokra csak elenyésző mértékben. Találmányát kifejezetten békés célokra akarta felhasználni, amely nélkül a bányák korszerű munkája, a vasút- és alagútépítés szinte elképzelhetetlen.
Tudását a bakui olajmezők feltárása során hasznosította, ezzel tett szert óriási vagyonára.

## Nobel-díj alapítása
Habár a díj alapítás indítékainak részletei nem ismertek, de egy bizarr incidens valószínűleg nagyban hozzájárulhatott a díj megalapításához. 1888-ban Alfréd Nobel a franciaországi Cannes-ban tartózkodott, amikor testvére, Ludvig meghalt. A Le Figaro tévedésből azt hitte, hogy Alfréd halt meg így leközölte halálhírét. A kellemetlen incidenst csak tetőzte a nekrológ korántsem hízelgő szövege, amelyben azt írta: „Le marchand de la mort est mort” (Meghalt a halál kufárja.) Minden bizonnyal komoly motiváció volt, hogy ennek ellenkezőjét bizonyítsa. Nobel 1895. november 27-én kelt végrendeletében rendelkezett úgy, hogy vagyonának kamataiból évről évre díjban és pénzjutalomban részesedjenek a fizika, kémia, fiziológia és orvostudomány, továbbá az irodalom legjobbjai és az a személy, aki a békéért tett erőfeszítéseket.

## Halála

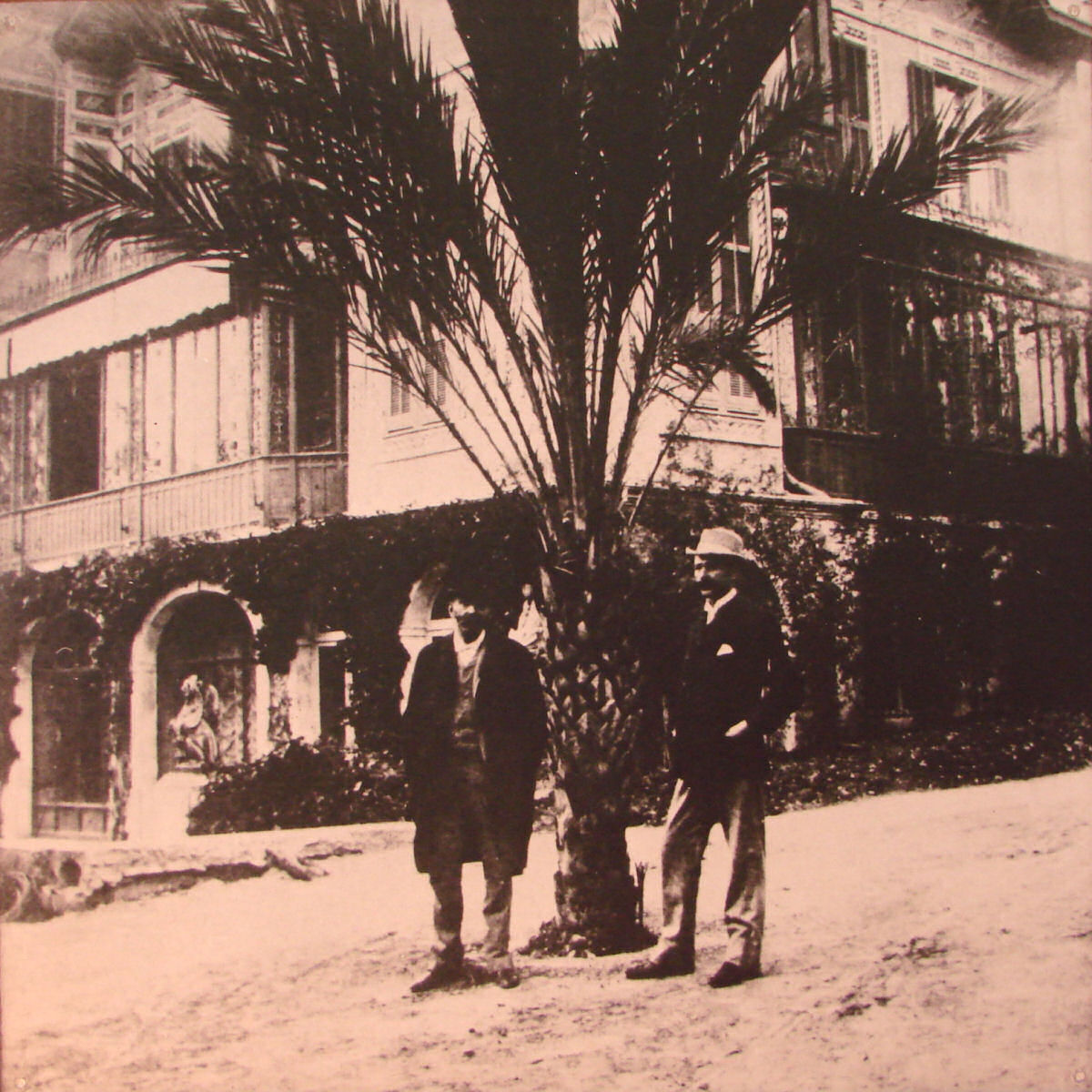
Alfred Nobel (balra) és kollégája a sanremói Nobel-villa előtt, 1896 nyarán

1896. december 10-én, egy hideg téli éjszakán szívroham érte Nobelt, s néhány óra múlva meghalt sanremói lakásában. Végakarata szerint holttestét hazaszállították Svédországba. Halálakor kilencven gyárral és 350 szabadalommal rendelkezett, vagyona – akkori értéken – meghaladta a kilencmillió dollárt (azaz mai kb. 2,25 milliárd svéd korona, vagyis kb. 200 millió euró).

## Érdekességek
- A robbanóanyagok gyártásához megfelelő melegre volt szükség. Voltak, akik a tüzet őrizték, egyrészt, hogy ne aludjon ki, másrészt, hogy ne terjedjen el. Ezeket az embereket Nobel egy egylábú székre kötöztette. Tehát nem bóbiskolhattak el, mert amint elaludtak, eldőltek a székkel. Így kerülte el a tűzeseteket.
- A szabadalmi jogokból befolyó összegből minden városban krematóriumot akart építtetni azért, hogy valakit nehogy véletlenül élve temessenek el, ettől ugyanis Nobel nagyon tartott. Az elbeszélések szerint végrendelete alapján halála után egy orvos felvágta az ereit – a biztos halál érdekében.